# Michiel Geijskes
Michiel Geijskes (23 november 1964 – 31 januari 2025) was een Nederlandse regisseur. Geijskes volgde een opleiding aan de Media Academie Santbergen en aan de Hogeschool voor de Kunsten in Utrecht. Van 1987-1993 werkte hij voor de VPRO, daarna stapte hij over naar de NPS, waar hij onder andere Sesamstraat regisseerde. Sinds 1998 werkt hij voor Endemol, waarvoor hij de laatste jaren de soap Goede tijden, slechte tijden regisseert. Van 2002-2004 werkte hij ook voor de AVRO.
Sinds oktober 2013 werkt Geijskes als regisseur voor de dagelijkse BNN-dramaserie StartUp. Anno 2016 werkt Geijskes voor Messercola als regisseur van de jeugdserie De vloek van manege Pegasus voor de AVROTROS en voor Endemol Shine voor Nieuwe Tijden. 
Geijskes overleed in januari 2025 op 60-jarige leeftijd.